# Fjodor Fjodorovič Opadči
Fjodor Fjodorovič Opadči (rusko Фёдор Фёдорович Опадчий), sovjetski častnik, vojaški pilot, preizkusni pilot in heroj Sovjetske zveze, * 14. januar 1907, † 10. april 1996.
Po drugi svetovni vojni je bil preizkusni pilot na reaktivnih letalih (npr. turnoletu) pri Centralnem aerohidrodinamičnem inštitutu ZSSR.